# プレゼント・フロム LEMON
『プレゼント・フロム LEMON』（プレゼントフロムレモン、PRESENT FROM LEMON）は、桂正和による漫画作品。

## 概要
『週刊少年ジャンプ』（集英社）誌上において1987年33号から同年51号まで連載、「超機動員ヴァンダー」の次となる桂正和3本目の連載作品。単行本はジャンプ・コミックス (JC) より全2巻。1994年にはジャンプコミックスセレクションよりワイド版が全2巻で、2001年には集英社文庫より1冊にまとめられた文庫版が発売されている。JC版ではアイドルを扱った作品である事からレコードやカセットの形態に倣って1巻を「SIDE-A」、2巻を「SIDE-B」としている。
父親の遺志を継ぎ歌手となる事を夢見る少年が、アイドルとしてデビューし成功していく様を描く。
「特撮ヒーロー」と並び当時の桂の趣味であった「アイドル」を扱った作品ではあるが、単行本わずか2冊での打ち切りとなる。しかしあからさまに回収し損ねた伏線なども少なく、『ヴァンダー』とは異なり、物語として奇麗にまとまっている。業界物として見るにはリアリティに欠ける作品ではあるが、その実は主人公の成長を描いた王道的な少年漫画であり、漫画的な演出のスポーツ漫画を、スポーツと歌とを置き換えることによって出来た作品と言える（作者自身によって「業界漫画ではなく成長漫画」といった旨の発言がなされている）。

## あらすじ
沢口桃次郎は売れない演歌歌手だったが、敏腕プロデューサー・大崎厳の協力の元、自らが作詞作曲をした「男の道」でついに大きなチャンスを掴む。
だが桃次郎は「男の道」を歌うためのステージに上がろうとしたその瞬間に心臓発作を起こし、そのまま絶命してしまう。
それから10年、桃次郎の遺志を継いだ沢口麗紋（レモン）は亡き父の遺した「男の道」を引っさげ、演歌歌手としてデビューするために大崎を頼ろうとするが、その対応は酷く冷たいものであった。
デビューする当てを失って途方に暮れるレモンに手を差し伸べたのは、かつて大崎に潰された元アイドルにして弱小プロダクション社長・秋野このえだった。
彼女のプロデュースでレモンの芸能界デビューは決定したものの、それは演歌歌手ではなくアイドルとしてだった。

## 主な登場人物
沢口 麗紋（さわぐち れもん）
通称レモン。本編の主人公で高校1年生。「男と女の声を併せ持つ完璧な声」の持ち主。音感がかなり良く、一度聞けば曲を覚える事が出来る。リズム感も優れており、ダンスの名手。父の死後おばの家に引き取られ、兄・武道が高校卒業・就職したのを機に慕路荘で二人で暮らし始める。父の形見のマイクを宝物とし「男の道」を10年間歌い込み、演歌歌手になる事を夢見るが、このえの元でアイドル歌手を目指す事になる。「毎日パンツはきかえてるかーい」と言いながらスカートめくりをする父の悪癖を引き継いでいる。アイドルとしての代表曲は「サンダーLOVE」で、作詞も手がける。歌番組で披露したときにはマイケル・ジャクソンばりの超人的かつ物理法則を無視したダンスを見せる。
大崎 厳（おおさき げん）
敏腕と言われるテレビジャパンの番組プロデューサー、43歳。黒いサングラスに無精ひげを生やした威圧感のある顔つきが特徴で、彼に逆らえば芸能界では生きていけないとさえいわれる。10年前は桃次郎の歌に惚れ込み尽力をし、歌手になりたいと夢見る子供時代のレモンに「大きくなったら俺のところに来い」と言ってくれた人物だったが、桃次郎の死を機に明るく気さくな性格が失われ、その名の通りの厳格な大崎の姿となった。自身のもとに訪れたレモンに冷たく接し、その後このえのもとからデビューしたレモンに対し「潰し」ととれる程の妨害工作を仕掛けてくる。しかしそれらは全てレモンの歌手としての成長を願っての行動であり、その妨害工作を乗り越えるたびにレモンは一回り成長する事となる。
沢口 桃次郎（さわぐち ももじろう）
レモンの父親で演歌歌手。自分で作詞作曲した「男の道」が持ち歌。実力はあるが報われる事なく、苦節15年目にして大崎と出会いやっとチャンスを手に入れたが、そのステージ直前に倒れ帰らぬ人となる。短いスカートを見ると「毎日パンツはきかえてるかーい」と言いながらスカートめくりするのが癖。
秋野 このえ（あきの このえ）
レモンの所属事務所オータムプロの社長。かつての自分と同じく大崎ににらまれ、行き先のないレモンを引き取る。以前はイソベプロダクションに所属し、大崎のプロデュースを受けるアイドル歌手であったが、大崎の「潰し」を受け引退。大崎への復讐を誓いオータムプロを設立する。10年前のアイドル新人時代、父について来ていたレモンと出会っており、桃次郎の「毎日パンツはきかえてるかーい」の被害にもあっている。ファッションには気を使っているようで、登場する毎に衣装も髪型も変わる。本名は小林花子。
広川 舞美（ひろかわ まいみ）
イソベプロダクションに所属する超人気アイドル。大崎がプロデュースを担当。レモンの幼馴染であり、一緒にプロになる事を約束した仲。レモンに恋心を抱くが、大崎によって対立させられる事となる。
小林 浩行（こばやし ひろゆき）
このえの弟。ファッションデザイナーでレモンの衣装を担当。「歌手として大切な物が足りない」と言われ悩んでいたレモンに音楽の楽しさを教える。レモンの良き理解者。
尾利（おり）
オータムプロ唯一のスタッフ。このえやレモンに振り回されている。
矢頭 真琴（やがしら まこと）
超人気若手女優。抜群の演技力を誇るが、このえ曰く「歌唱力は皆無」で、彼女のデビューレコード「花ことば」をレモンがゴーストで歌う事となる。
町田（まちだ）
真琴のマネージャー。このえがレモンのデビューに真琴を利用しようとしているのを知り、レモンの喉を潰す。真琴のためには手段を選ばない性格で、暴力的な手段も躊躇うことなく使う。
林 風仁（はやし ふうじん）
二枚目アイドル歌手。舞美とのスキャンダルが報道される。レモンには敵愾心を持っている。あまり実力は伴っていない模様。
さと子（さとこ）
女子高生。レモンに初めてサインを求めたファンで、レモンに転機を与えてくれた。連載第1話扉絵には和服姿で登場しているため、演歌歌手として登場する構想があったと思われる。

## その他
単行本の独自企画が充実しており、
- 「おいらのお気に入り」と題されたコーナーではBOØWY等、当時の若者で人気のあった曲が並んでいる[2]。
- 「デマ・コマーシャル」では新譜シングルの宣伝ポスター（作中曲のものであり架空）が描かれ、媒体としてレコード、カセット、CDが併記されている[3]。
- 発刊当時トップアイドルとして活動していた渡辺満里奈[4]や、桂がファンである事を公言していた酒井法子[5]との対談が収録されている。

## 書誌情報
著者は全て桂正和。特記のない限り集英社発行。
- 新書版〈ジャンプ・コミックス〉
  1. 1988年3月15日発行 ISBN 4-08-871061-4
  2. 1988年7月15日発行 ISBN 4-08-871062-2
- ワイド版（発行：ホーム社・発売：集英社）〈ジャンプコミックスセレクション〉
  1. 1994年11月発行 ISBN 4834213838
  2. 1994年12月発行 ISBN 4834213846
- 文庫版〈集英社文庫〉2001年3月発行 ISBN 4-08-617690-4